# Prosotas lessina
Prosotas lessina är en fjärilsart som beskrevs av Hans Fruhstorfer 1916. Prosotas lessina ingår i släktet Prosotas och familjen juvelvingar. Inga underarter finns listade i Catalogue of Life.